# Jönssonligan och den svarta diamanten
Pour plus de détails, voir Fiche technique et Distribution.
Jönssonligan och den svarta diamanten (litt. « Le Gang Olsen et le diamant noir ») est un film suédois de  Hans Åke Gabrielsson sorti en 1992.
Il fait partie d'une série de films basée sur les personnages créés par Erik Balling et Henning Bahs.

## Fiche technique
- Titre original : Jönssonligan och den svarta diamanten
- Réalisateur : Hans Åke Gabrielsson
- Scénario : Hans Åke Gabrielsson et Rolf Börjlind d'après une histoire de Ingemar Ejve basée sur les personnages créés par Erik Balling et Henning Bahs
- Direction artistique : Stig Boqvist
- Costumes : Hedvig Andér
- Photographie : Lars Karlsson, Rolf Lindström
- Montage : Roger Sellberg
- Musique : Thomas Lindahl
- Sociétés de production : Sandrews, Tonefilm
- Sociétés de distribution : Sandrew
- Pays de production : Suède
- Langue : suédois
- Format : couleur - 35 mm - 1,66:1 - son Servotron Stereo
- Gbenre : comédie
- Durée : 104 min.
- Date de sortie : Suède : 30 octobre 1992

## Distribution
(mars 2015).
- Peter Haber : Dr. Max Adrian « Doktorn » Busé
- Ulf Brunnberg : Ragnar Vanheden
- Björn Gustafson :  Harry la Dynamite
- Birgitta Andersson : Doris
- Björn Granath : Kriminalkommissarie Nils Loman
- Pontus Gustafsson : Kriminalassistent Konrad Andersson
- Bernt Lindkvist : Polischef Egon Holmberg
- Per Grundén : Direktör Wall-Enberg
- Weiron Holmberg : Biffen
- Lena T. Hansson : Sekreteraren Mimmi
- Elias Ringqvist : Lillis
- Rikard Wolff : Greve Romanoff